# 69:an, sergeanten och jag
69:an, sergeanten och jag är en svensk film från 1952 i regi av Rolf Husberg.

## Handling
Två frisörer uppvaktar salongens manikyrist, men hon verkar föredra chefen. De blir inkallade av Armén, vilket de inte gillar. De båda försöker göra livet surt för sergeanten. Det finns även en del kvinnor på förläggningen och det leder till förvecklingar.

## Om filmen
Filmen är inspelad i Sandrews ateljéer i Stockholm och vid Stora Nyckelviken, Nacka. Den hade premiär 22 december 1952 och är barntillåten.

## Rollista i urval
- Gus Dahlström - Waldemar "Valle" Johansson, frisör, 69:an
- Holger Höglund - Rudolf "Rulle" Karlsson, frisör, 55:an
- Åke Söderblom - major Näs
- Arne Källerud - sergeant Hedlund, kallad Lilla Bullret
- Gunvor Pontén - Greta Borg, manikyrist hos frisör Blomkvist
- Anna-Lisa Baude -Agata Pressvik, överlotta, Waldemars moster
- Torsten Lilliecrona - Edvin Rosenhjelm, godsägare på Björkhaga
- Ann-Mari Wiman - Margit, hans dotter
- Viveca Serlachius - Lillemor, husa på Björkhaga
- Jarl Kulle - löjtnant Sten Fryklund
- Rune Halvarsson - Pontus Blomkvist, frisör med egen salong
- Carl-Gustaf Lindstedt - Lindstedt, bilmekaniker, värnpliktig
- Git Gay - Git Gay, gästartist i arméns nöjesdetalj
- Gösta Bernhard - överste Kron
- Wiktor "Kulörten" Andersson - friserad nasare
- Lars Lönndahl - ung musicerande värnpliktig på majorens fest

### Musik i filmen
- Tom Marches On, kompositör Clive Richardson, instrumental.
- For You (För dig allen/Tag denna ros från varm och solig Söder), kompositör Henry E. Geehl, engelsk text P.J. O'Reilly svensk text Ernst Wallmark, sång Gus Dahlström
- La petite viennoise, kompositör Jules Sylvain, instrumental.
- Munspelsimprovisation, kompositör Nils Wahrby, instrumental.
- Jag måste glömma dig, kompositör och text Hans Eklund och Bengt Nilsson, sång Lars Lönndahl
- Havet, vinden och stjärnorna, kompositör Jules Sylvain, text S.S. Wilson, instrumental.
- A Hupfata (Klarinettpolka), instrumental.
- La Fiesta, kompositör Sölve Strand, instrumental.
- De' va' nog inte bra de' som hände, kompositör och text Gus Dahlström, sång Gus Dahlström
- Har jag talat om hur berusande du är?, kompositör och text Git Gay, sång Git Gay
- Yankee Doodle, instrumental.